# プリンス・モハメド・ビン・ファハド・スタジアム
プリンス・モハメド・ビン・ファハド・スタジアム（アラビア語: إستاد الأمير محمد بن فهد بن عبد العزيز、英: Prince Mohamed bin Fahd Stadium）は、サウジアラビアのダンマームにある多目的スタジアムである。

## 概要
スタジアム名のプリンス・モハメド・ビン・ファハド（プリンス・ムハンマド・ビン・ファハド）とは、ファハド・ビン＝アブドゥルアズィーズの第二子ムハンマド・ビン・ファハド王子のこと。ムハンマド・ビン・ファハド王子はダンマームが属する東部州を治めており、これが名前の由来となっている。1973年に設立された。収容人数は35,000人。主にサッカーの試合に用いられ、サウジ・プロリーグに所属するアル・イテファクがホームスタジアムとして使用している。